# Interne consistentie (statistiek)
Interne consistentie of dimensionaliteit is de samenhang van items in een psychologische en psychometrische test, in hoeverre de items in de test één dan wel meerdere begrippen meten. Het is daarmee een element van de begripsvaliditeit van een test, de mate waarin de test of de meting aan zijn doel beantwoordt. Interne consistentie is te onderscheiden van de betrouwbaarheid van een test die de nauwkeurigheid en reproduceerbaarheid weergeeft.
In de literatuur wordt interne consistentie echter wel gelijk genomen aan betrouwbaarheid, waarbij dan  ten onrechte Cronbachs α als maat voor de interne consistentie gebruikt wordt. Een test kan een hoge betrouwbaarheid hebben en toch uit meerdere factoren bestaan. Mede om deze reden gaan er steeds meer stemmen op om de term interne consistentie te vermijden en in plaats daarvan te spreken van een schatting van de betrouwbaarheid, dan wel dimensionaliteit/factorstructuur.